# Westland N.1B
Westland N.1B là một mẫu thử máy bay tiêm kích của Anh trong Chiến tranh thế giới I.

## Tính năng kỹ chiến thuật (Mẫu thử thứ hai)
Dữ liệu lấy từ Westland Aircraft since 1915 
Đặc điểm tổng quát
- Kíp lái: 1
- Chiều dài: 26 ft 5½ in (8,07 m)
- Sải cánh: 31 ft 3½ in (9,54 m)
- Chiều cao: 11 ft 2 in (3,40 m)
- Diện tích cánh: 278 ft² (25,8 m²)
- Trọng lượng rỗng: 1.513 lb (688 kg)
- Trọng lượng có tải: 1.987 lb (903 kg)
- Động cơ: 1 × Bentley A.R.1, 150 hp (112 kW)

 Hiệu suất bay 
- Vận tốc cực đại: 107 mph (93 knot, 172 km/h) trên mực nước biển
- Trần bay: 10.400 ft [2] (3.200 m)
- Tải trên cánh: lb/ft² (kg/m²)
- Công suất/trọng lượng: hp/lb (W/kg)
- Thời gian bay: 2¾ h[2]
- Lên độ cao 5.000 ft (1.520 m): 10 phút

Trang bị vũ khí

- Súng: 1x Súng máy Vickers và 1x Súng máy Lewis .303 in
- Bom: 2x bom 65 lb (30 kg)